# Shivraj Singh Chouhan
Shivraj Singh Chouhan, född 5 mars 1959 i Jait i Madhya Pradesh, är en indisk politiker (BJP). Chouhan är landets jordbruksminister samt landsbygdsutvecklingsminister sedan juni 2024.
Han tillträdde som chefsminister i delstaten Madhya Pradesh den 29 november 2005. Han innehade denna post fram till 2018 när en ny regering ledd av Kamal Nath tillträdde. Denna regering kollapsade efter femton månader och Chouhan valdes åter till chefsminister 2020, en post som han bibehöll fram till 2023.